# Katalin Szőke
Pour les articles homonymes, voir Szőke (homonymie).
Dans le nom hongrois Szőke Katalin, le nom de famille précède le prénom, mais cet article utilise l’ordre habituel en français Katalin Szőke, où le prénom précède le nom.
Katalin Szőke, née le 17 août 1935 à Budapest et morte à Los Angeles le 27 octobre 2017, est une nageuse hongroise.

## Biographie
Fille du joueur de water-polo hongrois Márton Homonnai, partisan d'extrême-droite recherché par les communistes hongrois à la fin de la Seconde Guerre mondiale, Katalin Szőke décide de prendre le nom de sa mère pour pouvoir être acceptée au sein de l'équipe de Hongrie de natation. 
Aux Jeux olympiques d'été de 1952 à Helsinki, elle remporte la médaille d'or du 100 mètres nage libre ainsi que du relais 4 × 100 mètres nage libre. Aux championnats d'Europe de natation 1954 à Turin, elle confirme son rang en s'imposant dans les deux mêmes épreuves qu'aux Jeux d'Helsinki. En 1956 à Melbourne, elle n'obtient aucune médaille olympique, terminant septième de la finale du relais 4 × 100 mètres nage libre et ne passant pas le stade des séries du 100 mètres nage libre.
Elle quitte ensuite la Hongrie pour les États-Unis après l'insurrection de Budapest réprimée par les Soviétiques. Elle se marie avec le joueur de water-polo Kálmán Markovits, avec lequel elle divorce plus tard. Elle devient ensuite l'épouse d'un autre joueur de water-polo, Arpad Domjan.
Elle entre à l'International Swimming Hall of Fame en 1985.